# 临嶂大道站
临嶂大道站位于中华人民共和国湖北省武汉市蔡甸区，是武汉地铁4号线的地铁车站。

## 车站结构
车站位于蔡甸大街与临嶂大道交叉口，沿蔡甸大道东西向布置。车站设置4个地铁出入口。车站地下一层为站厅层，地下二层为站台层。

### 楼层分布
| 地面     | 地面               | 出入口                               |  |  |
| 地下一层 | 站厅               | 售票机、客服中心、武漢通充值、洗手間 |  |  |
| 地下二层 |                    | █ 4号线 往柏林（新庙村）             |  |  |
|          | 岛式站台，左侧开门 |                                      |  |  |
|          |                    | █ 4号线 往武汉火车站（蔡甸广场）     |  |  |

### 车站出口
|                                                 |      |      |  |
| 出口編號                                        | 設施 | 照片 |  |
| A                                               |      |      |  |
| B                                               |      |      |  |
| C                                               |      |      |  |
| D                                               |      |      |  |
| 注： 設有升降機 \| 設有輪椅升降台 \| 設有洗手間 |      |      |  |

## 鄰近地點
武汉市蔡甸职业教育中心、武汉市蔡甸区第五小学

## 运营信息
- 4号线首末班车时间

### 内部链接
- 武汉地铁车站列表